# Max Richter
Pour les articles homonymes, voir Richter.
Max Richter, né le 22 mars 1966 à Hamelin en Allemagne, est un musicien et compositeur germano-britannique de musique classique et électronique contemporaine, rattaché au mouvement post-minimaliste.

## Biographie
Max Richter a étudié la composition et le piano à l'université d'Édimbourg, à la Royal Academy of Music et avec Luciano Berio à Florence. Sa musique est à cette époque principalement influencée par celle de Xenakis. Après ses études, Richter a cofondé l'ensemble Piano Circus en 1989 où il est resté pendant dix ans, interprétant entre autres des œuvres d'Arvo Pärt, Brian Eno, Philip Glass, Julia Wolfe et Steve Reich. Durant cette période, l'ensemble a sorti cinq disques sur le label Decca. Richter défend une vision ouverte de la composition musicale contemporaine, rapprochée de la musique pop et affranchie de certains codes qui, selon lui, éloignent le grand public de la musique dite savante.
En 1996, il travaille avec Future Sound of London sur leur album Dead Cities. Initialement prévu en tant que pianiste, il a finalement travaillé sur plusieurs pistes et en a coécrit une (titrée Max). Il a aussi collaboré pendant deux ans à leur album suivant, The Isness, en tant que mixeur, coproducteur et coécrivain de plusieurs pistes. Il a aussi travaillé avec Roni Size sur l'album In the Mode.
Depuis 2004, Max Richter se produit régulièrement en concert et travaille sur des musiques de films comme celle de Valse avec Bachir. En octobre 2006, il sort son troisième album sur le label FatCat. En 2008, il réalise la musique du ballet Infra de Wayne McGregor. Son titre On the Nature of Daylight (sur l'album The Blue Notebooks) est utilisé pour le film Shutter Island de Martin Scorsese, avec les paroles et la voix de Dinah Washington. Ce même titre est également utilisé pour le film Premier Contact de Denis Villeneuve et dans le film La Promesse de l'aube d'Éric Barbier.
En 2012, la Deutsche Grammophon lui permet de réaliser, pour une collection spéciale « Recomposed Series », une réinterprétation des Quatre Saisons de Vivaldi qu'il projette depuis environ dix ans,. En 2022, il publie une nouvelle version de cette pièce, toujours pour Deutsche Grammophon, "The new four Seasons, Vivaldi Recomposed".
Max Richter vit actuellement à Berlin.

## Discographie
- 2002 : Memoryhouse, interprété par l'orchestre philharmonique de la BBC
- 2004 : The Blue Notebooks
- 2006 : Songs from Before
- 2008 : 24 Postcards in Full Colour
- 2010 : Infra
- 2012 : Recomposed by Max Richter : Vivaldi, the Four Seasons, par le Konzerthaus Kammerorchester Berlin, Daniel Hope au violon et André de Ridder à la direction[3],[4]
- 2014 : Recomposed: Vivaldi, the Four Seasons (2e édition) incluant Electronic Soundscapes By Max Richter[5].
- 2014 : Recomposed: Vivaldi, the Four Seasons - Remixes (3e édition) rajoutant à la 2e édition, des remixes et un DVD[6].
- 2015 : Sleep, une berceuse de huit heures, destinée au sommeil et dont l'exécution en direct, de minuit à huit heures du matin, a établi une première à la BBC 3.
- 2015 : From Sleep, un condensé de Sleep.
- 2017 : Three Worlds: Music from Woolf Works
- 2020 : Voices, composé à partir d’extraits de la Déclaration universelle des droits de l'homme.
- 2021 : Exiles
- 2022 : The New Four Seasons Vivaldi Recomposed (Deutsche Grammophon)
- 2024 : In a Landscape
- 2025 : Sleep Circle

### Enregistrements par d'autres artistes
- 2016 : Sleep Remixes[7]
- 2016 : 17 Piano Tunes, par la pianiste Andrea Giordani.
- 2016 : Solo Piano Music (dix-huit morceaux), par le pianiste Jeroen van Veen.
- 2017 : Piano Works (dix-huit morceaux), par la pianiste Olivia Belli.
- 2019 : November, par la violoniste Mari Samuelsen, sur son album MARI produit par Deutsche Grammophon[8].

## Musiques de films

### Cinéma

#### Longs métrages
- 2007 : Nadzieja de Stanislaw Mucha
- 2008 : Henry May Long de Randy Sharp
- 2008 : Valse avec Bachir d'Ari Folman
- 2009 : Penelopa de Ben Ferris
- 2009 : La prima linea de Renato De Maria
- 2009 : Lila, Lila d'Alain Gsponer
- 2010 : L'Étrangère (Die Fremde) de Feo Aladag
- 2010 : Womb de Benedek Fliegauf
- 2010 : Elle s'appelait Sarah de Gilles Paquet-Brenner
- 2011 : Perfect Sense de David Mackenzie
- 2011 : Impardonnables d'André Téchiné
- 2011 : Edwin Boyd de Nathan Morlando
- 2012 : Spanien d'Anja Salomonowitz
- 2012 : Lore de Cate Shortland
- 2012 : Wadjda d'Haifaa al-Mansour
- 2012 : Syngué sabour. Pierre de patience d'Atiq Rahimi
- 2012 : Disconnect de Henry Alex Rubin
- 2013 : La Religieuse de Guillaume Nicloux
- 2013 : Le Congrès d'Ari Folman
- 2013 : The Lunchbox de Ritesh Batra
- 2013 : The Last Days on Mars de Ruairí Robinson
- 2013 : La Marque des anges: Miserere de Sylvain White
- 2014 : 96 heures de Frédéric Schoendoerffer
- 2014 : Zaneta de Petr Václav
- 2014 : Paradise Lost d'Andrea Di Stefano
- 2014 : Mémoires de jeunesse (Testament of Youth) de James Kent
- 2015 : Into the Forest de Patricia Rozema
- 2016 : La Danseuse de Stéphanie Di Giusto
- 2016 : Morgane (Morgan) de Luke Scott
- 2016 : Miss Sloane de John Madden
- 2017 : À l'heure des souvenirs (The Sense of an Ending) de Ritesh Batra
- 2017 : Retour à Montauk (Rückkehr nach Montauk) de Volker Schlöndorff
- 2017 : Hostiles de Scott Cooper
- 2018 : Undercover : Une histoire vraie (White Boy Rick) de Yann Demange
- 2018 : L'Œuvre sans auteur (Werk ohne Autor) de Florian Henckel von Donnersmarck
- 2018 : Marie Stuart, reine d'Écosse (Mary Queen of Scots) de Josie Rourke
- 2019 : Ad Astra de James Gray
- 2023 : Spaceman de Johan Renck
- 2025 : Hamnet de Chloé Zhao

#### Courts métrages
- 2003 : Gender Trouble de Roz Mortimer
- 2005 : The Rope de Philippe André
- 2006 : Work de Jim Hosking
- 2006 : Drowning de Yulia Mahr
- 2007 : Butterfly de Tracey Gardiner
- 2008 : Lost and Found de Philip Hunt
- 2011 : Infra de Jonathan Haswell
- 2011 : Co Raz Zostalo Zapisane de Martin Rath
- 2015 : Hide d'Elton Joao
- 2016 : PatchWork: Bleu + Rouge de Louis Privat
- 2017 : One Last Time, I Promise d'Amir Emadian
- 2017 : Flesh of the Universe de Federico Casal
- 2018 : 64 Koufax de Kobus Louw
- 2018 : An Ending de Victor M. Rocha

#### Documentaires
- 2009 : La Vie sauvage des animaux domestiques de Dominique Garing et Frédéric Goupil
- 2010 : My Trip to Al-Qaeda d'Alex Gibney
- 2011 : How to Die in Oregon de Peter D. Richardson
- 2011 : El destello de Gabriel Szollosy
- 2013 : Prison Terminal: The Last Days of Private Jack Hall d'Edgar Barens
- 2014 : The Green Prince de Nadav Schirman
- 2014 : Recomposing Vivaldi de George Scott
- 2014 : Woodkid: The Golden Age de Woodkid
- 2015 : You always follow me d'Agata Jankowska
- 2015 : Angel in Red de Cara Myers
- 2015 : John Holder: Illustrator [The Authorised Documentary] de Louis Holder
- 2015 : Portrait of a Dancer: Sarah Lamb de Malcolm Venville
- 2016 : A Life Worth Living d'Alex Rivers

### Télévision

#### Séries télévisées
- 2010 : P.O.V (en) (saison 23, épisode 9 : The Edge of Dreaming) de Marc Weiss
- 2014-2017 : The Leftovers de Damon Lindelof (28 épisodes)
- 2016 : Black Mirror  de Charlie Brooker (épisode Nosedive)
- 2017 : Guerrilla (mini-série) (6 épisodes)
- 2017-2019 : Taboo  de Steven Knight, Tom Hardy et Chips Hardy (10 épisodes)
- 2018 : L'Amie prodigieuse (L’amica geniale) de Saverio Costanzo (8 épisodes)
- 2020 : La Chronique des Bridgerton (saison 1, utilisation dans la bande-son d'un extrait de son Vivaldi Recomposed)
- 2021 : Invasion (Bande originale de la série)

#### Téléfilms
- 2003 : Geheime Geschichten de Christine Wiegand
- 2006 : Soundproof d'Edmund Coulthard
- 2008 : Frankie Howerd: Rather You Than Me, de John Alexander
- 2008 : Royal Ballet World Premiere de Dominic Best
- 2017 : The Royal Ballet: Woolf Works

## Collaborations
- 1989-1999 : Membre et cofondateur de l'ensemble Piano Circus (cinq albums)
- 1996 : Dead Cities (participation au projet du Future Sound of London), pianiste et composition d'un titre
- 1997 : The Isness (participation au projet du Future Sound of London), mixage et composition
- 2000 : In the Mode (collaboration à l'album de Roni Size)
- 2008 : The Peppermint Tree and Seeds of Superconsciousness (collaboration à l'album de Amorphous Androgynous)

## Art et théâtre
- 2010 : The Anthropocine, bande sonore de l'installation audiovisuelle de Darren Almond (White Cube Gallery de Londres)
- 2010 : Sum: Forty Tales from the Afterlives, Opéra de chambre, chorégraphie de Wayne McGregor (Royal Opera House de Londres)
- 2012 : Future Self, installations d'art digital (MADE space à Berlin)
- 2012 : Rain Room, installations d'art digital (Barbican Centre de Londres et MoMA de New York)
- 2014 : Kairos, ballet sur la chorégraphie de Wayne McGregor (recomposition des Quatre Saisons)
- 2014 : Notations, ballet sur la chorégraphie de Wayne McGregor (avec le Ballett Zürich (en))
- 2016 : The Seasons’ Canon, ballet sur la chorégraphie de Crystal Pite (opéra de Paris)

## Partitions publiées
- Piano Works, recueil de 15 pièces pour piano :
  - Andras
  - The Blue Notebooks
  - Circles from the rue Simon-Crubellier
  - Departure (extrait de “Die Fremde”)
  - The Family
  - Fragment
  - From the rue Villin
  - H in New England
  - Horizon Variations
  - INFRA 3
  - Leo's Journal
  - The Tartu Piano
  - The Twins (Prague), pour deux pianos.
  - Vladimir's Blues
  - Written on the Sky
- Autumn Music 2, piano et quatuor à cordes
- Recomposed by Max Richter: Vivaldi, The Four Seasons, version pour violon et piano
- Mercy, violon et piano
- Taboo (thème principal), piano seul
- November, violon seul
- On the Nature of Daylight, violon seul
- Berlin By Overnight, violon seul